# جون ميدلتون
جون ميدلتون (بالإنجليزية: John Middleton)‏ (15 أبريل 1910 في المملكة المتحدة - 3 أغسطس 1971 في المملكة المتحدة) هو لاعب كرة قدم بريطاني (وحمل سابقاً جنسية المملكة المتحدة لبريطانيا العظمى وأيرلندا) في مركز مهاجم داخلي. لعب مع سوانزي سيتي ونادي بلاكبول ونورويتش سيتي ونادي ساوث شيلدز ‏ وWalker Celtic F.C. ‏ ودارلينجتون إف سى.

## وصلات خارجية
- جون ميدلتون على موقع قاعدة بيانات كرة القدم.إي يو (الإنجليزية)